# Carcelia perplexa
Carcelia perplexa là một loài ruồi trong họ Tachinidae.